# FK Slavija Sarajevo
El Fudbalski klub Slavija (serbio: Фудбалски клуб Славија) es un club de fútbol bosnio de Sarajevo Oriental y fundado en 1908. El equipo disputa sus partidos como local en el Gradski SRC Slavija y juega en la Premijer Liga.
El club es miembro de la Asociación de Fútbol de la República Srpska y de fuertes raíces serbias, fue uno de los clubes bosnios más importantes entre las dos Guerras Mundiales, disputando once temporadas del campeonato del Reino de Serbios, Croatas y Eslovenos así como en el Reino de Yugoslavia.

## Palmarés
Campeonatos nacionales - 0
- Primera Liga de Yugoslavia:

-  Subcampeón (1): 1935–36

- Premijer Liga:

-  Subcampeón (1): 2008-09

- Primera Liga de la República Srpska:

-  Campeón (1): 2003-04

Copas nacionales - 1
- Copa de Bosnia y Herzegovina:

-  Campeón (1): 2008-09
-  Subcampeón (1): 2006-07

- Copa de la República Srpska:

-  Campeón (1): 2005-06